# Carol Varga
Carolina Trinidad, Künstlername Carol Varga (geb. am 6. August 1930; gest. am 8. März 2008 in Las Vegas) war eine philippinisch-amerikanische Schauspielerin.

## Leben und Karriere
Carolina Trinidad wurde auf den Philippinen geboren und schloss die High School am St. Theresa’s College in Manila ab, das ausschließlich von Mädchen besucht wird. Ihren Künstlernamen Carol Varga übernahm  sie von den Vargas Girls, den kultigen Pin-up-Girls-Zeichnungen von Alberto Vargas, die im Esquire und später im Playboy abgebildet wurden.
Varga trat in über einhundert – zumeist philippinischen, aber auch einigen amerikanischen – Filmproduktionen auf. Zu ihren bekannteren Filmen gehören Die Braut des Gorilla, Aladdin and His Lamp und Die Hölle von Borneo. 1954, 1955, 1956 und 1961 war sie als beste Nebendarstellerin des philippinischen nationalen Filmpreises FAMAS Award (Filipino Academy of Movie Arts and Sciences Awards) nominiert, den sie 1955 auch für ihre Rolle in Guwapo gewann.
Varga war mit Carl Richard Harley verheiratet und starb am 8. März 2008 in Las Vegas, Nevada.

## Wissenswertes
Für die Werbekampagne des Films Aladdin and His Lamp (1952) wurde Varga trotz ihrer im Film reinen Statistenrolle als Amina, unter dem Titel „One of the Worlds Most Gorgeous Harem Beauties...“ („Eine der umwerfendsten Haremsschönheiten der Welt...“) zu einem der Gesichter der Kampagne, neben Sue Casey, Mona Knox und Peggy Deegan.

## Filmographie (Auswahl)
- 1951: Die Braut des Gorilla
- 1951: Die Diebe von Marschan
- 1952: Aladdin and His Lamp
- 1958: Raumrakete X 7- FBI im Großeinsatz
- 1964: Die Hölle von Borneo